# Vidocq
Vidocq är en fransk TV-serie från 1967. Den inspirerades av äventyraren Eugène François Vidocqs memoarer. Serien bestod av en säsong om tretton avsnitt om 25 minuter som visades mellan januari och april i den franska televisionens första kanal. Bernard Noël innehade titelrollen.
I Sverige visades serien av Sveriges Radio TV under sommaren 1967.
En uppföljare med med samma svenska titel producerades 1971-1973 med en annan huvudrollsinnehavare.